# Padang Hasior Dolok
Padang Hasior Dolok is een bestuurslaag in het regentschap Padang Lawas van de provincie Noord-Sumatra, Indonesië. Padang Hasior Dolok telt 492 inwoners (volkstelling 2010).